# Tipula lichyana
Tipula lichyana är en tvåvingeart som beskrevs av Alexander 1945. Tipula lichyana ingår i släktet Tipula och familjen storharkrankar.
Artens utbredningsområde är Venezuela. Inga underarter finns listade i Catalogue of Life.